# Oh, For a Man!
Oh, For a Man! (Brasil: Paixão de Mulher ) é um filme de comédia musical em preto e branco produzido nos Estados Unidos e lançado em 1930.